# Gran Premi de França del 2007
El Gran Premi de França de Fórmula 1 de la temporada 2007 es va disputar al circuit de Nevers Magny-Cours l'1 de juliol del 2007.

## Classificació per la graella de sortida
| Pos | Pilot                | Equip / Motor        | Part 1   | Part 2      | Part 3      |
| --- | -------------------- | -------------------- | -------- | ----------- | ----------- |
| 1   | Felipe Massa         | Ferrari              | 1:15.303 | 1:14.822    | 1:15.034    |
| 2   | Lewis Hamilton       | McLaren - Mercedes   | 1:14.805 | 1:14.795    | 1:15.104    |
| 3   | Kimi Räikkönen       | Ferrari              | 1:14.872 | 1:14.828    | 1:15.257    |
| 4   | Robert Kubica        | BMW Sauber           | 1:15.778 | 1:15.066    | 1:15.493    |
| 5   | Giancarlo Fisichella | Renault              | 1:16.047 | 1:15.227    | 1:15.674    |
| 6   | Heikki Kovalainen    | Renault              | 1:15.524 | 1:15.272    | 1:15.826    |
| 7   | Nick Heidfeld        | BMW Sauber           | 1:15.783 | 1:15.149    | 1:15.900    |
| 8   | Jarno Trulli         | Toyota               | 1:16.118 | 1:15.379    | 1:15.935    |
| 9   | Nico Rosberg         | Williams - Toyota    | 1:16.092 | 1:15.331    | 1:16.328    |
| 10  | Fernando Alonso      | McLaren - Mercedes   | 1:15.322 | 1:15.084    | Caixa canvi |
| 11  | Ralf Schumacher      | Toyota               | 1:15.760 | 1:15.534    |             |
| 12  | Jenson Button        | Honda                | 1:16.113 | 1:15.584    |             |
| 13  | Rubens Barrichello   | Honda                | 1:16.140 | 1:15.761    |             |
| 14  | Mark Webber          | Red Bull - Renault   | 1:15.746 | 1:15.806    |             |
| 15  | Scott Speed          | Toro Rosso - Ferrari | 1:15.980 | 1:16.049    |             |
| 16  | David Coulthard      | Red Bull - Renault   | 1:15.915 | Caixa canvi |             |
| 17  | Vitantonio Liuzzi    | Toro Rosso - Ferrari | 1:16.142 |             |             |
| 18  | Alexander Wurz       | Williams - Toyota    | 1:16.241 |             |             |
| 19  | Anthony Davidson     | Super Aguri - Honda  | 1:16.366 |             |             |
| 20  | Christijan Albers    | Spyker - Ferrari     | 1:17.826 |             |             |
| 21  | Adrian Sutil         | Spyker - Ferrari     | 1:17.915 |             |             |
| 22  | Takuma Sato          | Super Aguri - Honda  | 1:16.244 |             |             |

- Takuma Sato va sortir des de l'última posició de la graella a causa d'una penalització rebuda al GP anterior.

## Resultats de la cursa
| Pos | No | Pilot                | Equip                | Voltes | Temps/ Retirada      | Pos. de sortida | Punts |
| --- | -- | -------------------- | -------------------- | ------ | -------------------- | --------------- | ----- |
| 1   | 6  | Kimi Räikkönen       | Ferrari              | 70     | 1: 30' 54. 200       | 3               | 10    |
| 2   | 5  | Felipe Massa         | Ferrari              | 70     | + 2.4 s              | 1               | 8     |
| 3   | 2  | Lewis Hamilton       | McLaren - Mercedes   | 70     | + 32.1 s             | 2               | 6     |
| 4   | 10 | Robert Kubica        | BMW Sauber           | 70     | + 41.7 s             | 4               | 5     |
| 5   | 9  | Nick Heidfeld        | BMW Sauber           | 70     | + 48.8 s             | 7               | 4     |
| 6   | 3  | Giancarlo Fisichella | Renault              | 70     | + 52.2 s             | 5               | 3     |
| 7   | 1  | Fernando Alonso      | McLaren - Mercedes   | 70     | + 56.5 s             | 10              | 2     |
| 8   | 7  | Jenson Button        | Honda                | 70     | + 58.8 s             | 12              | 1     |
| 9   | 16 | Nico Rosberg         | Williams - Toyota    | 70     | + 68.5 s             | 9               |       |
| 10  | 11 | Ralf Schumacher      | Toyota               | 69     | + 1 Volta            | 11              |       |
| 11  | 8  | Rubens Barrichello   | Honda                | 69     | + 1 Volta            | 13              |       |
| 12  | 15 | Mark Webber          | Red Bull - Renault   | 69     | + 1 Volta            | 14              |       |
| 13  | 14 | David Coulthard      | Red Bull - Renault   | 69     | + 1 Volta            | 16              |       |
| 14  | 17 | Alexander Wurz       | Williams - Toyota    | 69     | + 1 Volta            | 18              |       |
| 15  | 4  | Heikki Kovalainen    | Renault              | 69     | + 1 Volta            | 6               |       |
| 16  | 22 | Takuma Sato          | Super Aguri - Honda  | 68     | + 2 Voltes           | 22              |       |
| 17  | 20 | Adrian Sutil         | Spyker - Ferrari     | 68     | + 2 Voltes           | 21              |       |
| Ret | 19 | Scott Speed          | Toro Rosso - Ferrari | 55     | Caixa canvi          | 15              |       |
| Ret | 21 | Christijan Albers    | Spyker - Ferrari     | 28     | Accident al pit stop | 20              |       |
| Ret | 23 | Anthony Davidson     | Super Aguri - Honda  | 1      | Accident             | 19              |       |
| Ret | 12 | Jarno Trulli         | Toyota               | 1      | Accident             | 7               |       |
| Ret | 18 | Vitantonio Liuzzi    | Toro Rosso - Ferrari | 0      | Accident             | 17              |       |

## Altres
- Volta ràpida: Felipe Massa 1: 16. 099 (Volta 42)
- Pole: Felipe Massa 1: 15. 034
- Christijan Albers va trencar la mànega de la gasolina quan va arrencar abans d'haver finalitzat la provisió.

| Anterior G.P.: Gran Premi dels Estats Units de 2007 | FIA 2007 Fórmula 1 Campionat mundial | Següent G.P.: Gran Premi de Gran Bretanya del 2007 |
| Anterior G.P.: Gran Premi de França del 2006        | Gran Premi de França                 | Següent G.P.: Gran Premi de França del 2008        |